# 1775 au Canada
Pour un article plus général, voir Chronologie du Canada.
Cet article traite des événements qui se sont produits durant l'année 1775 au Canada.

## Événements

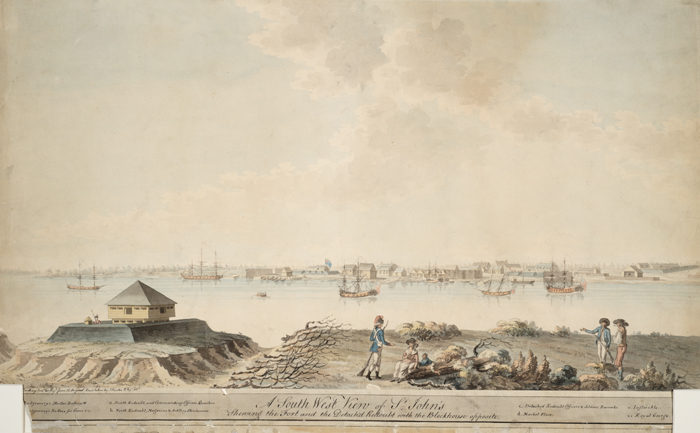
Siège du Fort Saint-Jean à l'automne

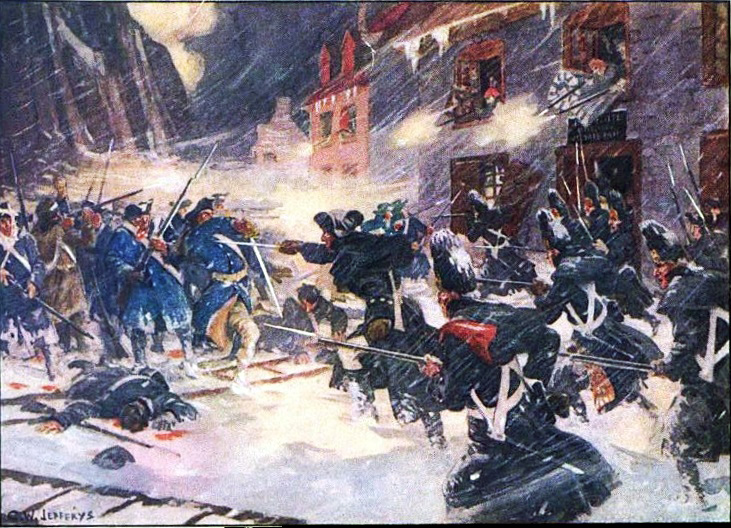
Bataille de Québec: la milice canadienne et les soldats britanniques repoussent l'attaque américaine

- 19 avril : bataille de Lexington et Concord au Massachusetts. Victoire des rebelles américains. Cette bataille marque le début de la Guerre d'indépendance des États-Unis.

- 10 mai : prise du Fort Ticonderoga par Ethan Allen et Benedict Arnold.
- Mise en place du Conseil pour les affaires de la province de Québec dont les membres sont élus à vie.
- Robert Duff devient gouverneur de Terre-Neuve.
- 9 septembre : L'Ouragan de Terre-Neuve de 1775 fait 4000 victimes.
- Invasion du Canada par les rebelles américains.

- 25 septembre : des rebelles américains dirigés par Ethan Allen tentent d'attaquer Montréal mais sont défaits à la Bataille de Longue-Pointe par les troupes de Guy Carleton.

- 3 novembre : la troupe américaine dirigée par Richard Montgomery s'empare du Fort Saint-Jean.
- 12 novembre : Montréal capitule et passe aux insurgés américains. Le Château Ramezay devient leur quartier général. David Wooster commande la ville.
- 17 novembre : Deux navires corsaires américains partis de Beverly au Massachusetts font un raid à Charlottetown. Deux personnalités du gouvernement sont kidnappées.
- 20 novembre : création du 1st Canadian Regiment constitué de canadiens français qui vont combattre pour les américains.
- Novembre : Joseph Brant, chef mohawk va en Grande-Bretagne pour offrir la loyauté de l'iroquoisie aux britanniques.
- Expédition de Benedict Arnold au Québec. Celui-ci remonte la rivière Kennebec et passe ensuite par la Rivière Chaudière pour se retrouver en face de Québec.
- L'évêque de Québec, Jean-Olivier Briand demande aux catholiques de rester fidèle à la couronne britannique.

- 31 décembre : bataille de Québec (1775). Les insurgés américains sont repoussés. Mort du général Montgomery.

- Début du service postal officiel au Canada.
- Henry Hamilton est nommé lieutenant-gouverneur de Fort Détroit.

### Côte du Pacifique
- Les espagnols Juan Francisco de la Bodega y Quadra et Bruno de Heceta remontent avec 2 navires la côte ouest de l'Amérique du Nord.

## Naissances
- 19 avril : Thomas-Pierre-Joseph Taschereau, militaire et politicien.
- 24 mai : Matthew Whitworth-Aylmer, gouverneur général de l'Amérique du Nord britannique.
- 13 septembre : Laura Secord, héroïne de la guerre de 1812.
- 19 octobre : Jean-Baptiste Faribault, trappeur.
- 28 novembre : Jean-Charles Létourneau, politicien.

## Décès

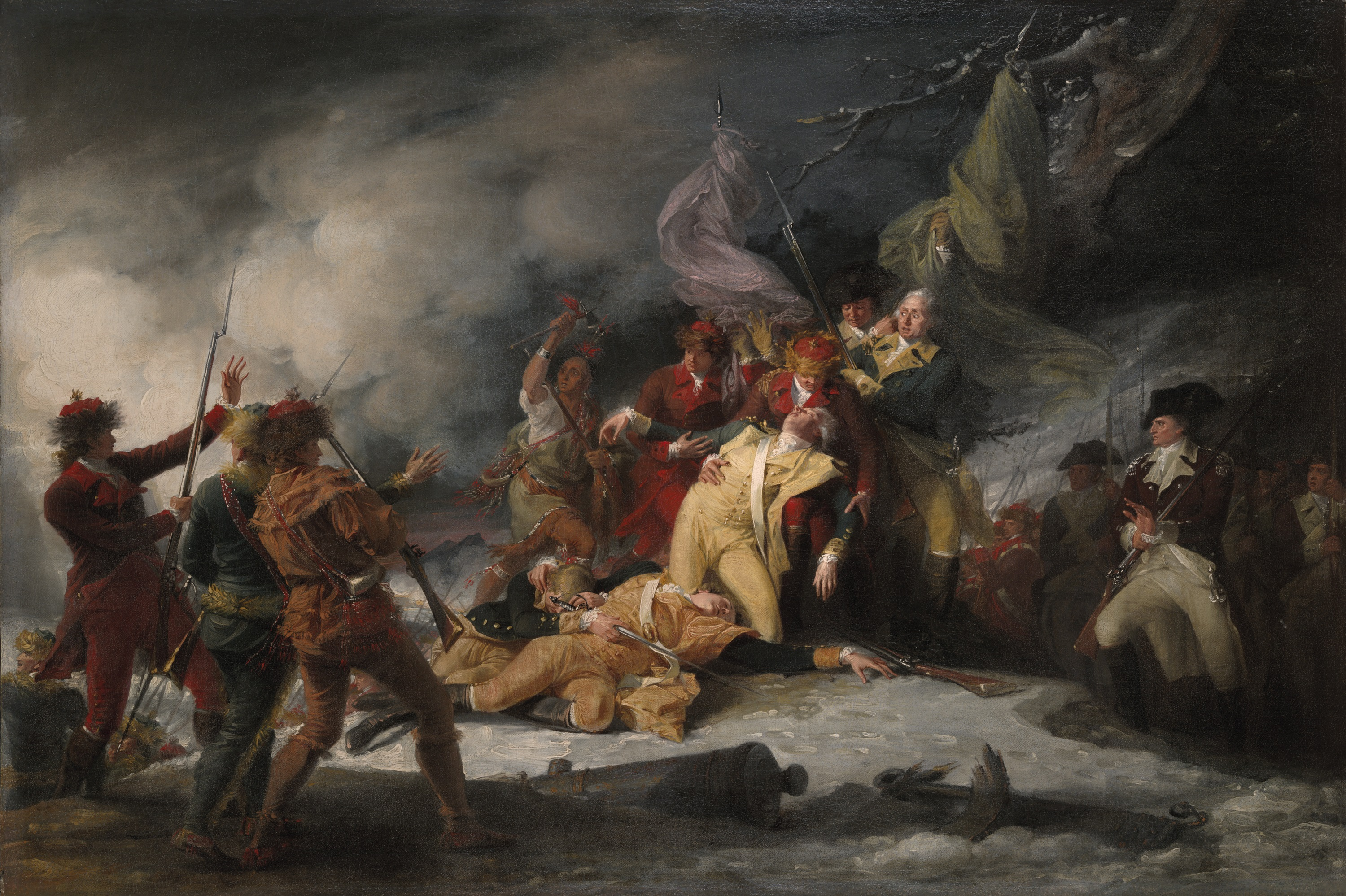
Mort du général Richard Montgomery

- 22 mars : Jacques-Michel Bréard, membre du conseil souverain en Nouvelle-France.
- 29 avril : Emmanuel Crespel, aumonier militaire.
- 3 novembre : Juan José Pérez Hernández, explorateur.
- 31 décembre : Richard Montgomery, général américain.